# Доменное имя второго уровня
Доменное имя второго уровня (англ. second-level domain [SLD]) — часть доменного имени, отделенная точкой от следующего сразу за ней домена первого уровня. 
например, www.wikipedia.org

## Виды доменов второго уровня
Национальные и географические домены второго уровня
В некоторых странах регистраторы доменных имен используют определенные домены второго уровня в качестве альтернативы общим доменам верхнего уровня. Домены второго уровня расположены под национальным доменом верхнего уровня (ccTLD), такие домены второго уровня обычно имеют формат co.xx или com.xx, где xx — это национальный домен верхнего уровня.
Примерами таких доменов могут служить Австралия (.com.au), Шри-Ланка (.com.lk), Греция (.com.gr), Мексика (.com.mx), Южная Корея (.co.kr), Индия (.co.in), Индонезия (.co.id), Китай (.com.cn), Япония (.co.jp), в Великобритании, например, учебные заведения получают доменное имя в зоне .ac.uk, а компании — в .co.uk.
Национальный домен верхнего уровня для Малайзии .my начал работать в 1987 году. До 2008 года в доменной зоне .my можно было зарегистрировать только имена третьего уровня в семи доменах второго уровня: com.my, net.my, org.my, gov.my, edu.my, mil.my и name.my.
Географические домены в России (msk.ru, spb.ru), а также домены типа «Generic» (org.ru, pp.ru) принадлежат ко второму уровню. 
На Украине с 1995 года для географических доменов появились двухбуквенные домены-синонимы (km.ua = khmelnitskiy.ua, dp.ua = dnepropetrovsk.ua).